# هاري بيلي
هاري بيلي (بالإنجليزية: Harry Bailey)‏ (2 أكتوبر 1870 في المملكة المتحدة - 19 أكتوبر 1930 في المملكة المتحدة) هو لاعب كركيت ولاعب كرة قدم بريطاني (وحمل سابقاً جنسية المملكة المتحدة لبريطانيا العظمى وأيرلندا) في مركز الدفاع. لعب مع ليستر سيتي ونادي مانسفيلد تاون ونادي مقاطعة ليسترشاير للكريكت ‏.

## وصلات خارجية
- هاري بيلي على موقع إي آس بي آن كريك إنفو (الإنجليزية)